# Cotești (okręg Vrancea)
Cotești – wieś w Rumunii, w okręgu Vrancea, w gminie Cotești. W 2011 roku liczyła 1996
mieszkańców